# 토머스 시드남

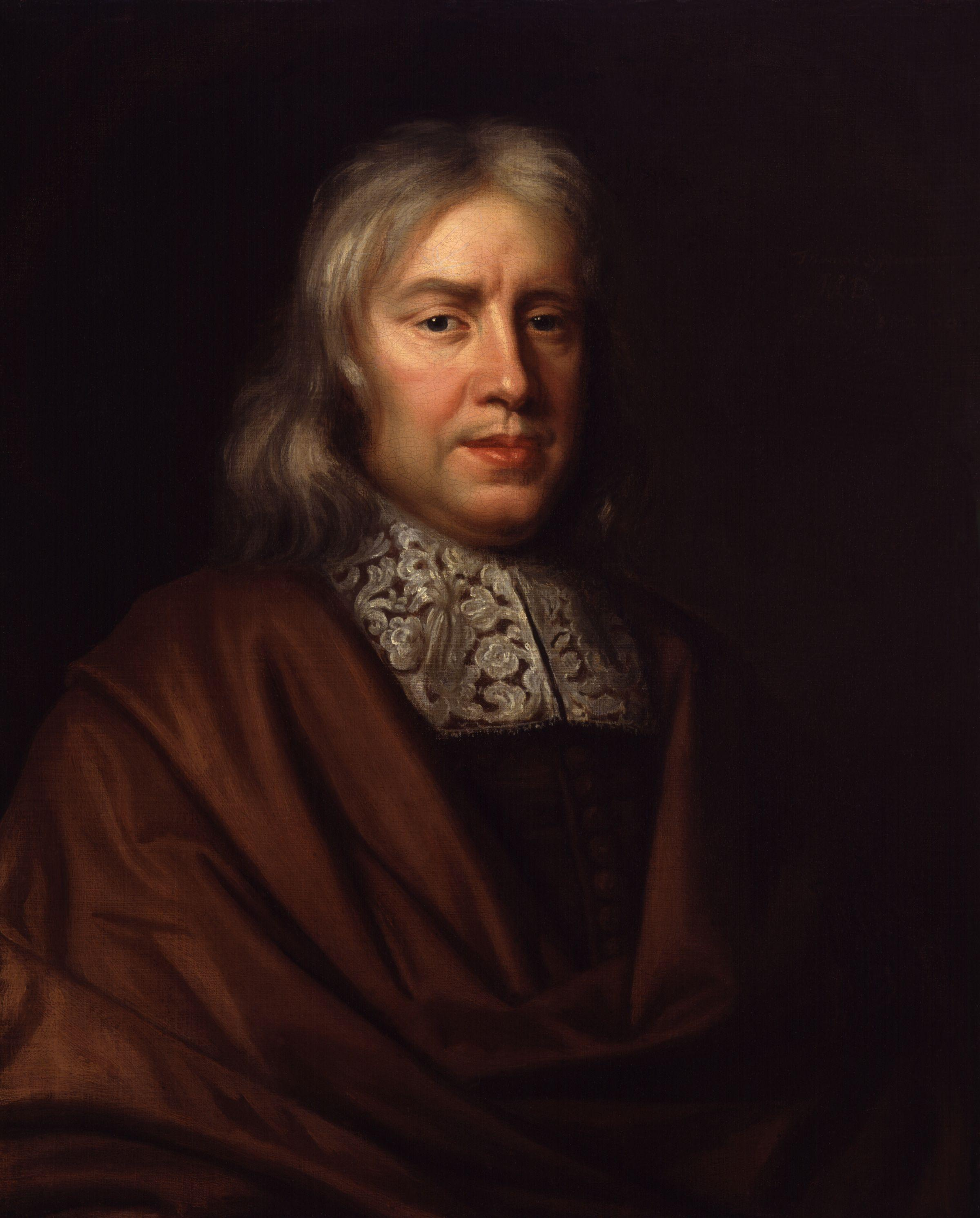
1689년 초상화

토머스 시드남(Thomas Sydenham, 1624년 9월 10일 ~ 1689년 12월 29일)은 영국의 임상의학자이다.
젊었을 때 크롬웰의 전쟁(청교도 혁명시)에 참가. 의회군(議會軍)의 사관이었다. 후에 대학에 다시 들어가서 의학을 전공하여 학사 학위를 받았는데, 나이 52세였다.
그는 편견없는 객관적 주요 증상의 비판적 고찰 및 증후 기록을 진료 치료의 근본으로 하였다. 시드남은 질병을 3종류의 개념으로 분류하였다.
첫째는, 체액의 이상으로 인한 것과 생명력의 부조로 인한 것으로 나누는 방식, 둘째는, 급성병과 만성병으로 분류하는 법, 셋째는 산발성과 유행성으로 나누는 방식이다. 특히 유행병의 원인을 눈에 보이지 않는 유해인자(미아스마)로 한 것은 뛰어난 견해이다. 치료 방침은 전적으로 히포크라테스의 취지를 바탕으로 하여 자연의 치유력을 중시하였다.
이와 같이 물리의학파·화학의학파 등의 이론에 치우친 의학을 반성하게 되었고, 임상의학의 존재를 확립시킨 공적으로 '영국의 히포크라테스'로 불린다.